# X染色體去活化

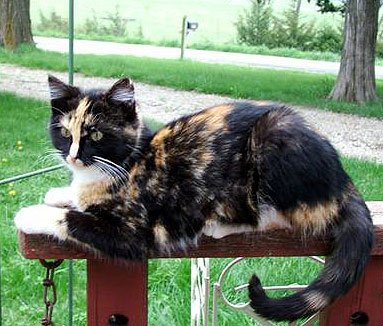
雌性三色貓的斑駁毛色是X去活化的表現，「黑色皮毛」與「橙色皮毛」的等位基因位於不同的X染色體上。由於去活化的對象是隨機選擇，因此不同部位，會依保留活性之染色體的不同，而有不同的毛色。

X染色體去活化，又稱X染色體失活或里昂化，是指雌性哺乳類細胞中兩條X染色體的其中一條失去活性的現象。X染色體會被包裝成異染色質，進而因功能受抑制而沉默化。
里昂化可使雌性不會因為擁有兩個X染色體而產生兩倍的基因產物，因此可以像雄性般只表現一個X染色體上的基因。對胎盤類，如老鼠與人類而言，去活化的X染色體是以隨機方式選出；對於有袋類而言，則只有源自父系的X染色體才會去活化。

## 發現
大野乾團隊在1959年所發表的研究結果顯示，哺乳類體內有兩種不同的X染色體，一種相似於一般的體染色體；另一種則以濃縮化且異染色質化的型式存在。而英國遺傳學家瑪莉·里昂，也在1961年提出一項假說，認為有些異型合子的雌性老鼠之所以會有斑駁的毛色，是因為其中一條X染色體失去了活性，且毛色基因就位在此染色體上。此「里昂假說」同時也說明了為何雌性細胞內的其中一條X染色體是以濃縮型式存在，以及為何只有一條X染色體的雌性仍然擁有正常的生殖能力。另一方面，恩斯特·比尤特勒團隊以異型合子女性研究G6PD缺乏症（蠶豆症）時，也發現正常與不正常的兩種紅血球，發表於1962年。

## 去活化過程
所有老鼠細胞中的父系X染色體，都會在胚胎發育早期過程中的雙細胞到四細胞階段，經歷因印记而失去活性的過程。其中屬於胚外組織（extraembryonic tissue，未來的胎盤）中的X染色體，將會持續保留此失活狀態，因此在此部位只有母系X染色體具有活性。
而屬於內細胞團（inner cell mass，未來的胚胎）的X染色體，將會在囊胚（blastocyst）時期再度恢復活性，此時這些部位內的兩條染色體皆有作用。之後兩條染色體的其中之一，將會獨立且隨機地失去活性，而且包括此細胞後代的X染色體在內，其活性將再也不會恢復。
因此，當雌性擁有異型合子性聯基因時，將會依據每個細胞保留活性染色體的不同，而產生不同性狀同時存在於同一個體上的「鑲嵌」（mosaic）現象，母三色貓的毛色為其中的例子。人类的第八号凝血因子的基因位于X染色体上，因此如果男性携带致病基因必然导致血友病；而女性两条X染色体如果携带致病基因与不携带致病基因的各占一条，那么她的一部分肝细胞不能合成第八号凝血因子，其他肝细胞能够合成第八号凝血因子，所以她不会发病。无汗症也是受X染色体基因控制，因此携带此基因的女性会非常明显地表现出部分皮肤无汗，其他皮肤有正常排汗功能的「鑲嵌」现象。
雌性生殖細胞中失活的X染色體則會恢復活性，因此卵子中的兩條X染色體皆有活性。

## 機制
正常的雌性擁有兩條X染色體，且在任何細胞中都會有一條保有活性，標記作Xa；另一條則失活，標記作Xi。研究顯示即使是多於兩條X染色體的細胞中，也只有一條染色體是Xa，其他將一律失去活性。此現象顯示去活化才是預設狀態，且只有一個X染色體會被選出成為具活性者。
目前的假說認為，體染色體上有某個基因會製造出「阻礙因子」（blocking factor）來與X染色體結合，進而防止此染色體失去活性。而且阻礙因子能力有限，當此因子與某個X染色體結合之後，剩下其他的染色體將不受保護。由於含有多條X染色體的細胞中只會有一條Xa；而且在體染色體數目為正常狀況兩倍的細胞中，也將會有兩條保留活性的X染色體。使得上述模型獲得支持。
X染色體上存在一種稱為X去活化中心（X inactivation center，XIC）的序列，可調控X染色體的沉默化，是阻礙因子可能的結合位置。這些XIC序列是造成X染色體去活化的充要條件。當X染色體上含有XIC的部位與體染色體發生染色體易位時，將造成體染色體的去活化，同時失去XIC的X染色體將保留活性。XIC序列上含有兩個非轉譯RNA基因，分別是Xist與Tsix，此兩者參與了去活化作用。此外，XIC上含有一些結合位置，分別可供一些已知和未知調控蛋白（regulatory protein）結合。

### Xist與Tsix基因
Xist基因會轉錄出RNA分子，且此RNA將不會轉譯成蛋白質，Xist是X去活化的主要影響因子，失活的X染色體外圍會被XistRNA包覆，而Xa則沒有這種現象。Xist是唯一會由Xi表現的基因，缺乏Xist基因的X染色體將無法去活化。而若以人工方式將Xist基因表現於其他染色體，將導致此染色體的沉默化。
在去活化作用發生以前，每條X染色體上的Xist基因都會有微弱表現。而在去活化過程中，Xa將會中止Xist的表現，同時Xi則會增強，使RNA產物增加。XistRNA會從XIC位置開始，逐漸將Xi包覆起來，而且這些XistRNA並不會作用到Xa上。Xi被RNA包覆過後不久就會發生基因沉默現象。
Tsix基因同樣也會轉錄出一條無蛋白質產物的RNA分子。Tsix基因是Xist基因的反義序列，也就是說，兩者實際上是來自同一段DNA上互補的兩股，而他們的產物RNA也因此具有互補性。這使Tsix成為Xist的負向調節因子，使沒有表現Tsix的X染色體比較容易被去活化。Tsix在去活化作用發生以前，同樣會在每條染色體上微弱表現。當X去活化啟動之後，Xi將會中止表現TsixRNA；相較之下，Xa上的Tsix將會繼續表現大約幾天的時間。

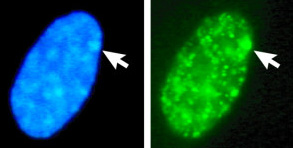
女性人類的纖維母細胞細胞核，左圖是DAPI染色圖；右圖是同一細胞核利用針對macroH2A之抗體所得的圖，可見其中macroH2A的分布情形。箭頭所指為X染色體，也就是巴爾氏體所在位置。

### 巴爾氏體與基因沉默作用
Xi將不會表現其大多數的基因，原因在於Xi成為了受抑制的異染色質，其外圍被包覆起來以防止大部分基因的表現，這種過程稱為沉默作用（silencing）。包覆成異染色質的染色體Xi，比起如Xa般的真染色質具有較高的濃縮程度。失活的X染色體會在細胞核內形成一種構造上不連續的巴爾氏體。這些構造主要分布於細胞核的邊緣地帶，在細胞週期中將會較晚進行複製。
與Xa相較之下，Xi受到了高度DNA甲基化與組蛋白H3離氨酸-9甲基化；以及低度的組蛋白乙醯化（histone acetylation）與H3離氨酸-4[甲基化。這些作用皆與基因沉默作用有關。此外，有一種稱為macroH2A的變形組蛋白只會出現在Xi中的核小體，而不會在一般的染色體上。

## 失活X染色體上的基因表現
即使遭受去活化的作用，Xi上除了Xist基因以外，還是有一些其他基因可以表現。這些維持作用的基因通常是以叢集方式存在，在老鼠體內只佔有少量，在人類體內則佔有約25%。許多得以在Xi上表現的基因，皆是一些同樣表現於Y染色體的基因。這些可表現的區域稱作假體染色體區（pseudoautosomal region），其中含有的基因不論是在哪一個性別，皆與體染色體一樣兩兩成對，而不是像一般性染色體基因一樣單獨存在。
假體染色體區不受一般作用於Xi上的修飾過程，也只有較低量的Xist表現。由於這些區域中的基因可維持兩倍表現，因此雌性不會因為Xi的失活而必須進行劑量補償（dosage compensation）。此外，某些基因可在Xi維持表現的現象，解釋了為何X染色體數量異常會造成健康上的缺陷。

## 外部連結
- X-inactivation as a possible cause for autoimmunity （页面存档备份，存于）